# Деметрий (Кирена)
Вижте пояснителната страница за други личности с името Деметрий.
Деметрий Калос или Красивия (на старогръцки: Δημήτριος ο Καλός; † 249/248 пр.н.е.) е цар на Кирена през 250–248 пр.н.е. от династията на Антигонидите в днешна североизточна Либия.
Деметрий е полубрат на Антигон Гонат и син на Деметрий Полиоркет и Птолемаида, дъщеря на Птолемей I от Египет и Евридика I. Неговият син е македонският цар Антигон Досон.
Деметрий е женен първо за Олимпия, гръцка благородничка от Лариса, която умира вероятно преди 249 пр.н.е. Освен Антигон Досон, двамата имат още един син – Ехекратес, който има син Антигон.
През 250 пр.н.е. умира киренският цар Магас и Кирена трябва да се обедини отново с Птолемейското царство. Апама II, вдовицата на Магас и дъщеря на Селевкидския цар Антиох I, е против обединението. Тя прекратява годежа на дъщеря си Береника II с Птолемей III и извиква Деметрий Красивия и му предлага ръката на дъщеря си. Деметрий пристига и с помощта на партията, която иска да се продължи политиката и формата на управление от последните десетилетия, завладява през 250 пр.н.е. град Кирена и околната либийска територия.
Деметрий се жени за своята роднина Береника през 250 или 249 пр.н.е. Деметрий става обаче любовник на своята тъща Апама. Береника застава начело на една опозиционна група и поръчва да убият Деметрий в спалнята на тъщата му Апама, където е открит. Апама не е убита.
Деметрий и Береника нямат деца. През 249 пр.н.е. Кирена става република, 246 пр.н.е. e отново на династията на Птолемеите. Береника II се омъжва след това за Птолемей III Евергет и има с него четири деца.